# Rivière aux Rouilles
La rivière aux Rouilles est un affluent de la rivière Saint-Maurice, coulant sur la rive nord du fleuve Saint-Laurent, entièrement dans le secteur Lac-à-la-Tortue de la ville de Shawinigan, dans la région administrative de la Mauricie, dans la province de Québec, au Canada.
Le cours de la rivière aux Rouilles descend en zone forestière, en passant du côté sud du hameau Lac-Pratte. Son cours supérieur draine des zones de marais du côté est et du côté sud.

## Géographie
La rivière aux Rouilles prend sa source à la limite sud-Ouest de la Réserve écologique de Lac-à-la-Tortue dans le secteur de Lac-à-la-Tortue de la ville de Shawinigan. Cette source se situe à :
- 3,9 km au sud-est du lac à la Tortue ;
- 2,6 km au sud-est de la rive sud-est de la rivière Saint-Maurice ;
- 1,8 km au nord-ouest de la limite de Notre-Dame-du-Mont-Carmel.

À partir de sa source, la rivière aux Rouilles coule sur 4,4 km, selon les segments suivants :
- 2,8 km vers l'ouest, jusqu’au pont du chemin du rang Saint-Mathieu ;
- 1,6 km vers le nord-ouest, jusqu’à sa confluence[1].

La Rivière aux Rouilles se déverse dans une courbe de rivière sur la rive sud de la rivière Saint-Maurice en amont du barrage de Shawinigan et en aval du pont ferroviaire qui enjambe la rivière Saint-Maurice au pied du barrage de Grand-Mère. La confluence de la Rivière aux Rouilles est située en amont du barrage La Gabelle à :
- 4,8 km en aval du barrage de Grand-Mère ;
- 1,5 km en amont de l’île des Hêtres située en amont du barrage de Shawinigan sur la rivière Saint-Maurice.

## Toponymie
Le toponyme rivière aux Rouilles a été officialisé le 6 mars 1975 à la Commission de toponymie du Québec.